# Erdalan (principauté kurde)

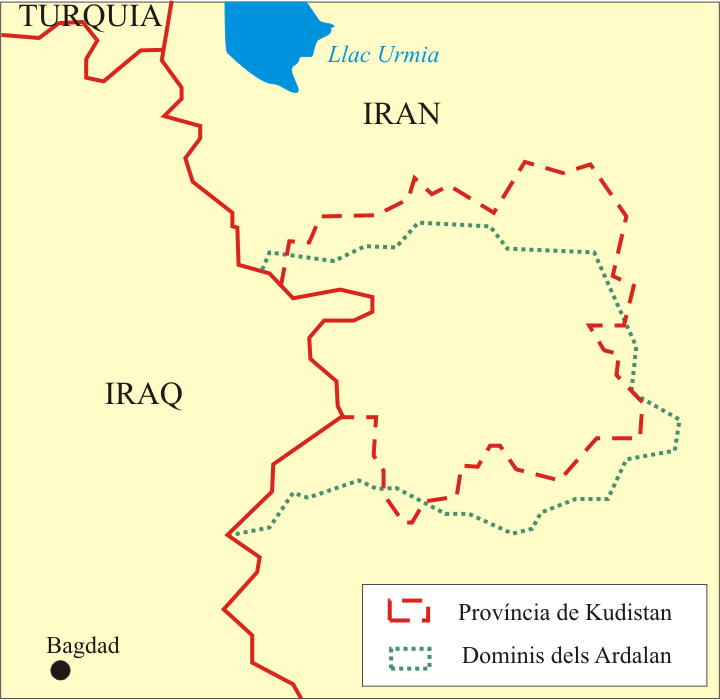
L’État d'Ardalan.

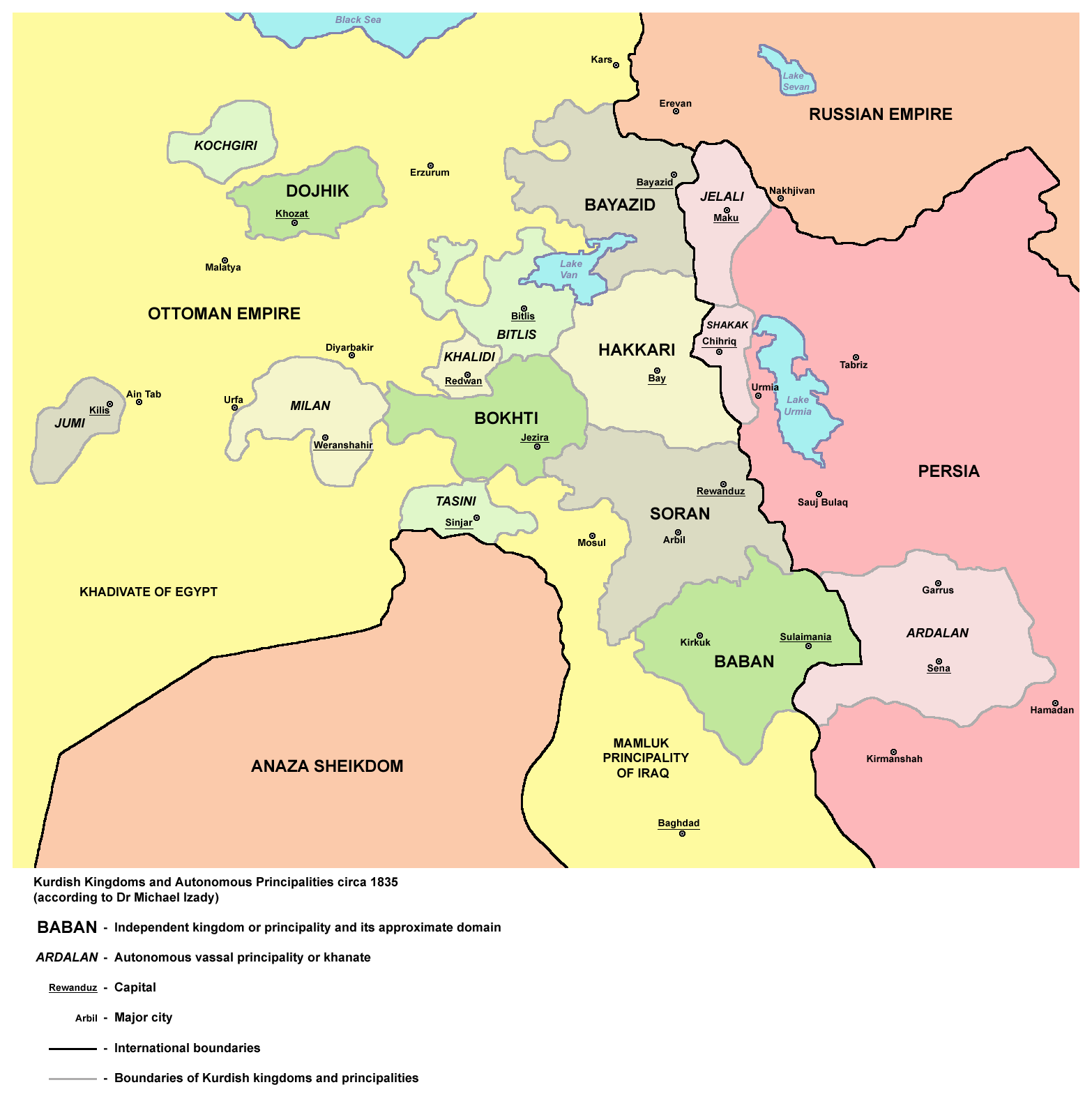
Les États kurdes, 1835.

Erdalan ou Ardalan désigne une ancienne principauté territoriale kurde, située au nord-ouest de l’iran, sur le territoire qui correspond à l'actuelle Province iranienne du Kordestan. 
Entre le Moyen Âge et le XVIIIe siècle, le statut de la principauté oscille entre l'indépendance totale et l'autonomie. Elle tire son nom de celui de la tribu kurde dont est issue la famille régnante de la principauté.

## Histoire

### Origines
L'existence de la principauté des Erdalan est attestée depuis le XIVe siècle dans les régions qui s'étendent au sud et à l'est des monts Zagros.
Suivant la chronique du Sharafnameh, le fondateur de la dynastie régnant sur la principauté serait Baba Erdalan, et il descendrait de l'ancienne dynastie kurde des Marwanî (984-1085). La capitale de la principauté est Sine (Sanandaj en persan).

### L'apogée
Au cours de la période des Safavides, les Erdalan sont profondément impliqués dans les luttes entre la Perse et les Ottomans. Les princes, suivant leur intérêt, prennent parti pour l'un ou l'autre des camps. Mais au début du XVIIe siècle, les Erdelan concluent des accords avec la Perse. Les princes obtiennent le droit d'exercer la fonction de préfet de manière héréditaire, ce qui leur permet d'affirmer leur loyauté envers l'empire persan tout en bénéficiant d'une très large autonomie. Les Qajars, plus tard, maintiendront ce système.
Cette situation d'autonomie protégée va amener la paix et la stabilité dans la région. Ceci permet le développement des villes et des cours, dans lesquelles les hommes de lettres et les poètes peuvent exercer leurs arts. Le goranî devient la langue de la cour, puis la langue littéraire commune dans le Kurdistan.
Les princes Erdalan vont jouer un grand rôle dans le développement, au sein de leur cour, d'une littérature authentiquement kurde, aussi bien orale qu'écrite, en dialecte gurani,.

### La rivalité avec les Baban
À partir du XVIe siècle, la principauté des Erdalan, qui s'étend des deux côtés de la frontière actuelle de l'Iran et de l'Irak, va être confrontée de plus en plus à la principauté kurde des Baban, qui commence alors son expansion.

### La fin des Erdalan
Au XIXe siècle, la Perse décide d'amoindrir le pouvoir et l'influence des princes kurdes. Le monarque Qajar Nassereddine Shah (1848-1896) commence par attiser les rivalités internes à la principauté et par y provoquer des troubles. En 1867, il met fin au statut particulier des Erdalan. Il crée la province iranienne de Kordestan et nomme préfet son oncle, Farhad Mirza Motamad Al-Dawla.